# Crackers
Crackers is een Amerikaanse filmkomedie uit 1984 onder regie van Louis Malle.

## Verhaal
Twee bevriende criminelen beramen een overval. Dan wordt een van hen verliefd.

## Rolverdeling
| Acteur             | Personage |
| ------------------ | --------- |
| Donald Sutherland  | Weslake   |
| Jack Warden        | Garvey    |
| Sean Penn          | Dillard   |
| Wallace Shawn      | Turtle    |
| Larry Riley        | Boardwalk |
| Trinidad Silva     | Ramon     |
| Christine Baranski | Maxine    |